# Risate all'italiana
Pour plus de détails, voir Fiche technique et Distribution.
Risate all'italiana est un film de montage sorti en 1964, dans lequel certaines des vedettes les plus célèbres du cinéma italien du milieu des années 1950 apparaissent dans certains de leurs sketches les plus réussis, tirés de films plus ou moins célèbres. Il s'agit notamment de Totò et Peppino De Filippo dans un extrait issu du film La cambiale (1959), de Vittorio De Sica dans un extrait issu du film Dites 33 (1957) ou d'Alberto Sordi dans un extrait issu du film Les Gaîtés de la correctionnelle (1953).
Les noms du réalisateur et de l'assistant monteur, créateurs de l'anthologie, ne sont pas connus. Nando Gazzolo est le narrateur.

## Les sketches
Croquis de l'acteur comique « Cretinosky » (extrait issu de Drôles de bobines, 1953).
- Ugo Tognazzi et Raimondo Vianello démontrent leur habileté à se déguiser dans une série d'évasions audacieuses (extrait issu de Nous sommes deux évadés, 1959).
- Carlo Croccolo, Mario Riva et Riccardo Billi interprètent un moment de la vie quotidienne dans une caserne militaire désordonnée (extrait issu de Les Cadets de Gascogne, 1950).
- Vittorio Gassman et Sylva Koscina. Michele, employé d'une animalerie, se fait passer pour un noble russe afin de conquérir une nouvelle cliente, la belle Odette qui, à son tour, n'est pas ce qu'elle semble être. Une première approche dans la boutique, une soirée galante coûteuse dans un club de luxe, dans un concours de mensonges et de tromperies (extrait issu de La cambiale, 1959).
- Totò et Peppino De Filippo. Les cousins Cesare Posalaquaglia (Totò) et Peppino Posalaquaglia (Peppino De Filippo), à cause de leurs frasques, se retrouvent au tribunal en tant que témoins rémunérés par les deux parties dans un procès civil. Après plusieurs blagues devant le juge, ils se retrouvent en prison pour parjure (extrait issu de La cambiale, 1959).
- Renato Rascel, aux multiples facettes, joue le grand-père, le père et le fils dans une famille singulière (extrait issu de Le Retour de Pancho Villa, 1951).
- Walter Chiari, champion des déguisements et des imitations, joue d'innombrables personnages pour confondre et conquérir une belle jeune fille (Era lei che lo voleva!, 1953).
- Vittorio De Sica, Le marquis Vittorio de Vitti, coureur de jupons invétéré, s'est fait tirer dans le dos par le mari d'une des femmes qu'il tentait de séduire et cherche donc l'aide d'un médecin homme. Malgré ses efforts, il ne parvient à contacter qu'une belle doctoresse, Abbe Lane, qu'il courtise. (extrait issu de Dites 33, 1957).
- Ugo Tognazzi et Raimondo Vianello dans un sketch où ils jouent la mère et le fils, paysans toscans, en récitant un amusant virelangue (extrait issu de Pugni, pupe e marinai, 1961).
- Totò fait le voyage en train Rome-Paris. Dans la voiture-lits, il fait toutes sortes de farces à un malheureux et occasionnel compagnon de voyage, Luigi Pavese (extrait issu de Parisien malgré lui, 1958).
- Alberto Sordi et Peppino De Filippo. Sordi joue le rôle de Nando Mericoni, un Romain qui se retrouve au tribunal pour s'être baigné nu dans un petit cours d'eau de la ville. Le juge Peppino De Filippo, après avoir écouté et supporté toutes les histoires et les divagations de Mericoni, le condamne à trois mois de prison (extrait issu de Les Gaîtés de la correctionnelle, 1953).

## Fiche technique
- Titre original italien : Risate all'italiana[1] (litt. « Le rire à l'italienne »)
- Société de production : Film del Secolo
- Pays de production :  Italie
- Langue originale : italien
- Format : Noir et blanc
- Durée : 92 minutes
- Genre : Comédie à sketches
- Dates de sortie :
  - Italie : 1964

## Distribution
- Totò
- Peppino De Filippo
- Ugo Tognazzi
- Raimondo Vianello
- Vittorio De Sica
- Walter Chiari
- Alberto Sordi
- Renato Rascel
- Sylva Koscina
- Vittorio Gassman
- Turi Pandolfini
- Mimmo Poli
- Carlo Croccolo
- Mario Riva
- Riccardo Billi
- Luigi Pavese
- Abbe Lane